# Kralice na Hané
Kralice na Hané (in tedesco Kralitz in der Hanna) è un comune mercato della Repubblica Ceca facente parte del distretto di Prostějov, nella regione di Olomouc.